# Прогрес (Шосткинський район)
Прогрес (до 2016 — Червоний Прогрес) — село в Україні, у Середино-Будській міській громаді Шосткинського району Сумської області. Населення становить 218 осіб (2001). До 2020 року орган місцевого самоврядування — Середино-Будська міська рада.

## Географія
Селище Прогрес розташоване за 154 км від обласного центру, 52 км від районного центру, 1 км від міста Середина-Буда та села Сорокине. Поруч пролягають автошлях територіального значення  Т 1915 та залізниця, станція Зернове (3,5 км) та зупинний пункт Платформа 507 км (за 2 км).

## Символіка
На гербі села зображені сорока на золотому тлі та золоті смолоскип і шестерня на зеленому. Сорока символізує сторичну назву села - хутір Сорокин, а шестерня - сучасну назву Прогрес. Смолоскип символізує Серединобудський завод металургійного обладнання, який знаходиться на околицях Сердино-Буди в напрямку села. Шестерня над смолоскипом також нагадуєзображає залізницю, яка проходить недалеко від села.

## Історія
Прогрес, або, як його спочатку називали, хутір Сорокин, був заснований у 1928 році переселенцями з села Нова Гута та інших навколишніх населених пунктів. У 1940 році в селі налічувалося 70 домогосподарств, у яких проживало понад 150 жителів, працювала тваринницька ферма, вівце- та свиноферма.
Після Першої світової війни хутір Сорокин був перейменований в селище Червоний Прогрес, за назвою місцевого колгоспу, який був утворений у 1929 році. У селищі була відкрита початкова школа, крамниця та клуб.
У 2016 році селище перейменовано на Прогрес.
12 червня 2020 року село увійшло до складу Середино-Будської міської громади.
19 липня 2020 року, в результаті адміністративно-територіальної реформи та ліквідації Середино-Будського району, село увійшло до складу Шосткинського району.

#### Російське вторгнення в Україну (з 2022)
17 грудня 2023 року російські окупанти обстріляли село. Зафіксовано три приходи, ймовірно обстріл з танка.
24 червня 2024 року за інформацією ОК «Північ» населений пункт зазнав обстрілів з боку російського агресора. Зафіксовано 2 вибухи, ймовірно ствольна артилерія 122 мм. 
14 липня 2024 року село обстріляли російські агресори. Зафіксовано 1 вибух, ймовірно ФПВ-дрон.  
5 серпня 2024 року війська російського агресора обстріляли село. Зафіксовано 2 вибухи, ймовірно міномет 120 мм.      
14 серпня 2024 року село зазнало чергової атаки агресора. Оперативне командування «Північ» зафіксувало 10 вибухів, ймовірно міномет 120 мм. В результаті обстрілу пошкоджено об’єкт критичної інфраструктури.       
17 серпня 2024 року оперативне командування «Північ» повідомило про обстріли Сумської області. Серед постраждалих населених пунктів село Прогрес – 2 вибухи, ймовірно ФПВ-дрон.         

## Населення
Прогрес є невеликим населеним пунктом за чисельністю населення.
| 1989 | 2001 | 2008 |
| ---- | ---- | ---- |
| 225  | 218  | 145  |